# Pad komunizma
Pad komunizma, Miroljubive revolucije 1989. ili Slom komunizma izrazi su kojima se opisuje niz događaja koji su u jesen 1989. godine u Srednjoj i Istočnoj Europi doveli do ukidanja tamošnjih jednostranačkih komunističkih režima i njihove zamjene višestranačkim demokratskim sustavima.
Pored uvođenja glasnosti i perestrojke u SSSR-u te usvajanja tzv. Sinatrine doktrine Mihaila Gorbačova, narodima država Istočnog bloka prvi put su dozvoljeni slobodni demokratski izbori. Nakon što je narod Poljske promijenio vlast, Mađarska je 2. svibnja 1989. godine otvorila svoju granicu s Austrijom, omogućujući Istočnim Nijemcima prelazak. 9. studenoga pao je Berlinski zid, a slijedila je Baršunasta revolucija u Čehoslovačkoj. 10. studenoga srušen je i komunistički režim u Bugarskoj. U narednim godinama uslijedio je raspad Sovjetskog Saveza i SFR Jugoslavije, čime su brojni narodi stekli svoju neovisnost. Nedugo nakon tih događaja, došlo je do pada komunističkog režima u Albaniji. 
Revolucije 1989. godine dovele su do promjene ravnoteže sila i označile početak post-komunističkog razdoblja, s naglaskom na tržišno gospodarstvo i demokraciju, a ujedno su označile i kraj hladnog rata.

## Situacija pred početak revolucija
U Istočnoj i Jugoistočnoj Europi komunistički režimi su uspostavljeni nakon drugog svjetskog rata na teritorijima koje je na kraju rata okupirala Crvena armija i Titovi Partizani. Ti su režimi bili uglavnom čvrsto vezani uz Sovjetski Savez. Osnivanjem Varšavskog pakta vladajuće komunističke partije po svojoj ideologiji bile su istovjetne KP Sovjetskog Saveza.
Politički i gospodarski sustavi u tim državama u zapadnom svijetu su nazvani realnim socijalizmom. Taj je sustav djelomično bio uspješan u poratnoj obnovi i razvoju nekih prije rata nerazvijenih područja ali je doveo do značajnog gospodarskog i kulturološkog nazadovanja komunističkih zemalja u odnosu na zemlje zapadnog svijeta.
Takva situacija je dovela do velikog nezadovoljstva među stanovništvom tih država, a u nekima od njih kao primjerice u SFRJ su od samog početka tinjalo i antikomunističko raspoloženje i (gdje je bilo dozvoljeno) do masovnog odlaska stanovnika u inozemstvo. 
Svaki pokušaj za liberalizacijom od strane pučanstva iz komunističkog svijeta doveo je do brutalnih reakcija i gušenja oružanom silom. Tada su nasilno gušeni Istočnonjemački ustanak 1953. godine, mađarska revolucija 1956. godine te Intervencija Varšavskog pakta u Čehoslovačkoj kojom je 1968. slomljen reformski pokret zvan Praško proljeće i 1971. Hrvatsko proljeće u tadašnjoj SR Hrvatskoj. 
Početkom 1980-ih godina počela se produbljivati ekonomska kriza u komunističkim zemljama koja je bila posljedica real-socijalističkog gospodarskog sustava.
Izbor kardinala Karola Wojtyle za papu Ivana Pavla II dao je daljnji poticaj za osnivanje masovnog antikomunističkog sindikalnog pokreta Solidarnost u Poljskoj. Komunistička vlasti Poljske i usprkos pojačanoj represiji i uvođenju ratnog stanja nisu mogle suzbiti taj pokret.
Godine 1985. u SSSR-u je na vlast došla mlađa generacija partijskih čelnika na čelu s Mihailom Gorbačovom koji su počeli oblikovati novu sovjetsku vanjsku i unutrašnju politiku. Prije svega iz gospodarskih razloga bila je orijentirana na unutrašnje reforme. Gorbačov je bio uvjeren da gospodarske reforme u smjeru napuštanja državnog socijalizma i uvođenja elemenata tržišnog gospodarstva (poznate kao perestrojka) moraju dovesti i do političkih reformi uvođenjem elemenata demokracije (poznatih pod nazivom glasnost).
Godine 1986. novi smjer je proklamiran u SSSR, dok je dio istočnoeuropskih režima pokazao daleko manje spremnosti za provođenje takvih reformi.

## Tijek revolucija

### Poljska
Vladajuća komunistička partija u Poljskoj krajem 1988. godine suočena je s neuspjehom gospodarskih reformi, štrajkovima i sve bolje organiziranim izrazima otpora režimu. Tada je došla do spoznaje da s antikomunističkom opozicijom mora početi pregovore o podjeli vlasti. Kao znak dobre volje sindikat Solidarnost je legaliziran i održani višemjesečni pregovori za okruglim stolom s ciljem da se omoguće slobodni višestranački izbori.
Donijet je novi ustav a prvi slobodni izbori održani su 4. lipnja 1989. godine. S obzirom na to da izbori nisu bili potpuno slobodni jer je PURP unaprijed imao garantiranih 65% mjesta u donjem domu Sejma - na njima se više nego uvjerljivo iskazalo opredjeljenje glasača za antikomunističku opoziciju. 
24. kolovoza sastavljena je nova vlada na čelu s Tadeuszom Mazowieckim, koji je tako postao prvi ne-komunistički premijer u Istočnoj Europi od kraja 1940-ih. 
U Poljskoj je krajem 1989. ponovno promijenjen ustav, 1990. su održani prvi slobodni predsjednički, a 1991. i parlamentarni izbori.

### Mađarska
Mađarska socijalistička radnička partija izjasnila se za političke reforme tek nakon odlaska Janosa Kadara 1988. godine. Tako se još u veljači 1989. godine MSRP odlučila obnoviti višestranački sustav i voditi Mađarsku u članstvo Europske unije.
Tada je odlučena i rehabilitacija Imre Nagya i drugih žrtava revolucije 1956. godine. Njegov svečani pogreb poslužio je za demonstraciju nacionalnog pomirenja s antikomunističkom opozicijom. 
Po uzoru na Poljsku, poslije toga održani su pregovori s okruglim stolom kako bi se dogovorila tranzicija na višestranački sustav. 
U listopadu 1989. MSRP održala je svoj posljednji kongres na kome se reformirala u danas postojeću Mađarsku socijalističku partiju (MSP).
Tada je promijenjen ustav na osnovu kojega je u svibnju 1990. održani prvi slobodni izbori na kojima je pobijedila koalicija antikomunističkih stranaka.

### Istočna Njemačka
Odluka mađarskih vlasti za otvaranjem državne granice s Austrijom je imala dramatične posljedice za Istočnu Njemačku: njeni su građani po prvi put nakon izgradnje Berlinskog zida dobili priliku odlaska u Zapadnu Njemačku, gdje su automatski dobivali državljanstvo.
Vladajuća Jedinstvena socijalistička partija Njemačke (SED) na čelu s Erichom Honeckerom taj masovni odlazak svojeg pučanstva mogla je zaustaviti jedino zatvaranjem granica sa svim državama Istočnog bloka. Na ulicama su počeli prosvjedi kojima je implicitnu podršku početkom listopada dao i sam Gorbačov rekavši da SED mora zauzeti reformski stav.
Pod pritiskom režim je odlučio 9. studenog otvoriti granice prema Zapadnoj Njemačkoj, što je dovelo do pada Berlinskog zida i euforije koja je u potpunosti srušila autoritet Partije koja je do kraja godine kolabirala.
Parlament Istočne Njemačke promijenio je ustav i omogućio slobodne izbore koji su održani početkom sljedeće godine, a na kome je pobijedio Savez za Njemačku. Nova vlast je 3. listopada 1990. dovela do ponovnog ujedinjenja Njemačke.

### Bugarska
Do jeseni 1989. vladajuća Bugarska komunistička partija pod vodstvom Todora Živkova opirala nastojanjima za provedbe političkih reforma u Bugarskoj.
Usprkos represivnom aparatu, vijesti o egzodusu iz Istočne Njemačke i protestima doprle su do Bugarske gdje su lokalni antikomunistički i demokratski aktivisti u studenomu 1989. organizirali prve prosvjede, iako su kao nominalni povod imali zaštitu okoliša.
Nakon pada Berlinskog zida, vodstvo BKP uplašilo se da bi i njih mogao snaći kaos kao na berlinskim ulicama te je unutrašnjim pučem svrgnulo Živkova i na čelo Partije postavilo Petra Mladenova koji je bio vođa reformske struje.
To je bilo pravovremeno i dovoljno za smirivanje uličnih prosvjeda. BKP se tako u veljači 1990. godine javno opredijelila za višestranački sustav i slobodne izbore. "Okrugli stol" održan je početkom 1990. i na njemu postignut sporazum o slobodnim izborima. Dvije velike stranke, BKP i SDS dogovorile su se o osnovnim ciljevima tranzicije te ističu parlamentarnu demokraciju i tržišnu privredu.
Na izborima u svibnju 1990. pobijedila je Bugarska socijalistička partija, reformirana BKP, postavši tako jedinom komunističkom partijom koja je uspjela ostati na vlasti nakon revolucija 1989.

### Čehoslovačka
Tjedan dana nakon pada Berlinskog zida, svi čehoslovački susjedi (osim SSSR-a), napustili su komunistički sustav. KP Čehoslovačke, čiji je autoritet ionako bio ozbiljno nagrižen zbog suradnje sa Sovjetima nakon sloma praškog proljeća, našla se pod strahovitim pritiskom za napuštanje vlasti. Pod tim pritiskom je parlament donio zakone kojima se ukidao monopol komunističke vlasti i službena ideologija.
Za novog predsjednika je 29. prosinca 1989. izabran borac za ljudska prava Vaclav Havel. 
Novi parlament je nastavio rad na ustavu i zakonima na temelju kojih su u lipnju 1990. održani prvi slobodni izbori na kojima su pobijedili antikomunisti.

### Rumunjska
Rumunjska revolucija 1989. odvijala se tako da su režimske snage pokušale ugušiti prosvjede uz pomoć pripadnika vojske i tajne policije Securitate. Predsjednik Nicolae Ceauşescu pokušao je zaustaviti prosvjede velikim govorom u Bukureštu 21. prosinca koji se pretvorio u fijasko. Njegov pokušaj bijega 22. prosinca nije uspio, na stranu prosvjednika je prešla vojska, a nadzor nad ključnim zgradama preuzela skupina imenom Fronta nacionalnog spasa. Prijekim sudom Ceauşescu i njegova supruga Elena osuđeni na smrt i strijeljani 25. prosinca. Borbe s pripadnicima Securitate nastavile su se do 27. prosinca. Nova vlast promijenila je ustave i zakone i u svibnju 1990. održala predsjedničke i parlamentarne izbore. 

### Sovjetski Savez
Političke slobode koje je uveo Gorbačov onemogućile su sovjetsku vlast u daljnjem održavanju dotadašnje medijske blokade te su tako sovjetski građani mogli saznati vijesti o dramatičnim događajima u Istočnoj Europi. Ti događaji su mnogim dotadašnjim disidentima dali poticaj za pokretanje sličnih pokreta u svojim sredinama. Gorbačovljeve gospodarske reforme nisu dale rezultata i tako je razoren autoritet Partije i centralne vlasti.

### SFR Jugoslavija
Krajem 1988/89. t.zv. antibirokratska revolucija dovela je do ukidanja autonomije tadašnjih SAP Kosova i SAP Vojvodine.
Dne 27. srpnja 1989. predsjednik Sabora SR Hrvatske Anđelko Runjić primio je rukovodstvo hrvatske političke oporbe koje mu je predalo tekst "zahtjevi naroda" kojeg je potpisalo 100.000 građana te je obavješten je da je poslano "otvoreno pismo" Ujedinjenim narodima zbog započete hajke na neistomišljenike.
Jugokomunisti u SR Sloveniji i SR Hrvatskoj odlučili su pod pritiskom dozvoliti višestranačke izbore koji su održani u proljeće 1990. i na kojima su pobijedile stranke koje su se zalagale za državnu suverenost i demokraciju.
Nešto kasnije su slične ustavne reforme provedene i u drugim republikama, te su u jesen održani izbori u SR Bosni i Hercegovini - gdje je pobijedila koalicija tri nacionalne stranke - te u SR Srbiji, Crnoj Gori i SR Makedoniji, gdje su pobijedile reformirane komunističke partije - Socijalistička partija Srbije, Demokratska partija socijalista Crne Gore i Socijaldemokratski savez Makedonije. Slijedio je nasilni Raspad SFRJ.

### Albanija
Vodstvo Albanske partije rada - koja je do tada provodila politiku međunarodne izolacije - na čelu s Ramizom Alijom je već krajem 1980-ih postalo svjesno da će morati mijenjati dotadašnji staljinistički sustav, a za što je značajan poticaj dala rumunjska revolucija. Godine 1990. uvedene su reforme kao ukidanje ograničenja putovanja u inozemstvo, a potom je ustavom uveden višestranački sustav. Albanska stranka rada je u ožujku 1991. godine pobijedila na izborima, ali se tada morala suočiti s masovnim prosvjedima. S vlasti je sišla u ožujku 1992. kada ju je zamijenila Demokratska stranka. Taj datum se obično uzima kao završetak posljednjeg komunističkog režima u Europi, odnosno posljednje od svih revolucija 1989.

## Posljedice
Komunizam, marksizam i druge ljevičarske ideologije koje su činile temelj srušenim sustavima bile potpuno diskreditirane. Bivše komunističke partije su se reformirale u socijalističke i socijaldemokratske - dok su se pak dotadašnje socijalističke i socijaldemokratske stranke u Zapadnoj Europi s ljevice počele okretati prema centru.
Određeni ekonomski, politički i kulturni problemi su, u većoj ili manjoj mjeri, zabilježeni u gotovo svim post-komunističkim državama Istočne Europe. Najčešće se vežu uz tranziciju s državne na tržišnu ekonomiju, odnosno privatizaciju državnih tvrtki. U njoj su u pravilu najbolje prolazili članovi bivše komunističke nomenklature, koji su se za vrijeme ili neposredno nakon revolucije "reformirali" u poslovne ljude. Uz taj se proces vezuje i problem lustracije i dekomunizaciju, odnosno uklanjanje kadrova koji se zbog umiješanosti u represivne i slične aktivnosti bivših režima smatraju moralno neprikladnim za javno djelovanje u demokratskom poretku.

## Vanjske poveznice
- The History of 1989: The Fall of Communism in Eastern Europe (engl.)
- Some of aspects of state national economy evolution in the system of the international economic order. (engl.)
- A look at the collapse of Eastern European Communism two decades later (engl.)  Arhivirana inačica izvorne stranice od 3. listopada 2009. (Wayback Machine)